# 박계옥
박계옥은 대한민국의 방송 작가이다. 영화 시나리오 작가로 먼저 데뷔하였으며 최근에는 TV 드라마 위주로 활동한다.
마지막 편집자 정보 ‘메이’ 이름에도 알 수 있듯이 관련 편집내용에는 중국관련 기관이나 관련인에 대한 게시 및 편집이 많은 것을 알 수 있음을 미루어보아 중국 중앙인민관련부처와 관련있는 중국문화 ‘동북공정’에 논란이 있었던 작품으로 평가된 드라마와 관련있는 작가로써 활동했음을 확인할 수 있다.

## 작품

### 텔레비전 드라마
| 연도 | 제목                  | 방송사 | 유형 | 연출           | 비고                                                                                 |
| ---- | --------------------- | ------ | ---- | -------------- | ------------------------------------------------------------------------------------ |
| 2000 | 줄리엣의 남자         | SBS    | 수목 | 오종록         |                                                                                      |
| 2005 | 건빵선생과 별사탕     | SBS    | 수목 | 오종록, 김형식 | 1회 ~ 10회 중도 하차                                                                 |
| 2006 | 투명인간 최장수       | KBS2   | 수목 | 정해룡         |                                                                                      |
| 2009 | 카인과 아벨           | SBS    | 수목 | 김형식         |                                                                                      |
| 2009 | 천하무적 이평강       | KBS2   | 월화 | 이정섭, 박현석 |                                                                                      |
| 2012 | 바보엄마              | SBS    | 주말 | 이동훈         |                                                                                      |
| 2014 | 감격시대: 투신의 탄생 | KBS2   | 수목 | 김정규         | (차승대 작가 대타, 11회 ~ 최종회 집필)                                               |
| 2019 | 닥터 프리즈너         | KBS2   | 수목 | 황인혁, 송민엽 |                                                                                      |
| 2020 | 철인왕후              | tvN    | 토일 | 윤성식, 장양호 |                                                                                      |
| 2021 | 조선구마사            | SBS    | 월화 | 신경수         | 지상파 유일의 엑소시즘 사극 드라마로 역사 왜곡 시비 문제 등에 기인하여, 조기 폐지됨. |

### 영화
- 댄서의 순정 (2005)
- 나두야 간다 (2004)
- 첫사랑 사수 궐기대회 (2003)
- 휘파람 공주 (2002)
- 행복한 장의사 (2000)
- 짱 (1998)
- 남자 이야기 (1998)
- 투캅스 3 (1998)
- 박대박 (1997)
- 미스터 콘돔 (1997)
- 스카이 닥터 (1997)
- 깡패 수업 (1996)
- 돈을 갖고 튀어라 (1995)

## 수상 및 후보
| 연도 | 시상식                      | 부문   | 작품          | 결과 |
| ---- | --------------------------- | ------ | ------------- | ---- |
| 2019 | 제12회 코리아 드라마 어워즈 | 작가상 | 닥터 프리즈너 | 후보 |